# داريل روجرز
داريل روجرز (بالإنجليزية: Darryl Rogers)‏ هو مدير فني أمريكي، ولد في 28 مايو 1935 في لوس أنجلوس في الولايات المتحدة، وتوفي في 10 يوليو 2018.